# Llanura de Stari Grad

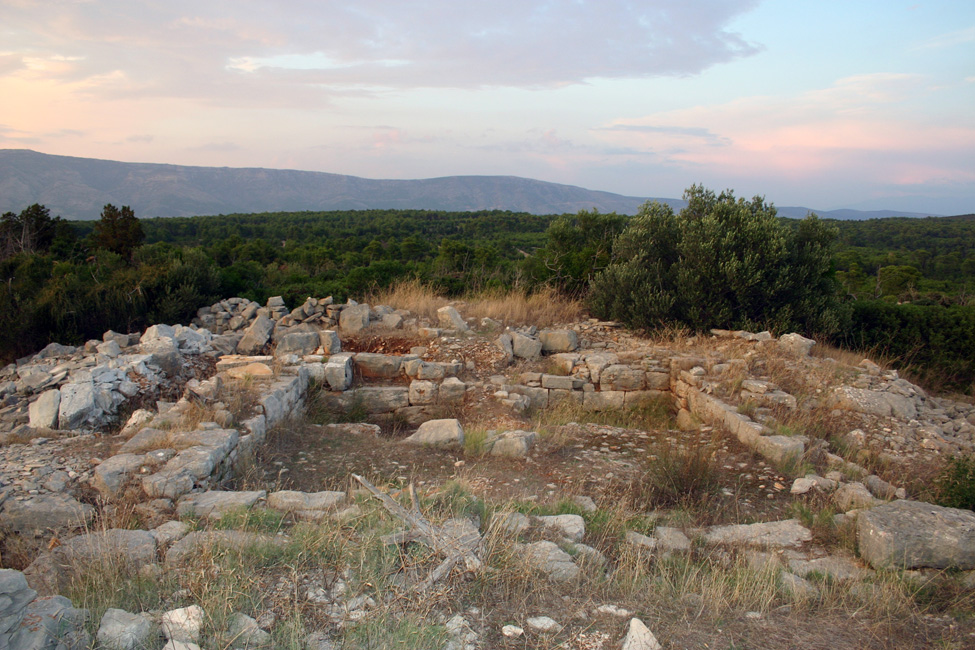
Maslinovik en la llanura de Stari Grad.

La llanura de Stari Grad en la isla de Hvar es un paisaje agrícola que fue fundado por antiguos colonos griegos en el siglo IV a. C. y que sigue en uso en la actualidad. La llanura de Stari Grad (croata para "pueblo antiguo") mantiene todavía su forma original. El antiguo trazado ha sido conservado gracias al mantenimiento cuidado de las paredes de piedra de más de 24 siglos, junto con los refugios también de piedra (conocidos localmente como "adornos"), y el sistema de recolección de agua. Los mismos cultivos, mayormente uvas y olivos, todavía crecen en los campos y el sitio es también una reserva natural. Este asentamiento es considerado un valioso ejemplo del sistema agrícola de los antiguos griegos.
La llanura de Stari Grad es el séptimo sitio en Croacia en ser reconocido como Patrimonio de la Humanidad por la Unesco.

## Historia
La llanura fue poblada por tribus neolíticas de la cultura Hvar, entre los años 3500 y 2500 a. C., quienes comerciaron con otros asentamientos alrededor del mar Mediterráneo. Han sido hallados restos de su cerámica y otros artefactos, junto con los de la tribu iliria que los conquistó.
En el año 384 a. C., el pueblo fue formalmente fundado por los antiguos griegos de la isla de Paros en el mar Egeo, quienes le dieron el nombre de Faros (ΦAPOΣ) a su nuevo asentamiento, un Estado independiente que tenía permitido acuñar su propia moneda. La llanura fue trazada con calles en ángulo recto y dividida en campos de tamaño estándar. Hoy en día, dicha llanura representa uno de los ejemplos mejor preservados de la agricultura de la Antigua Grecia en todo el Mediterráneo.
En 219 a. C., los romanos vencieron al ejército griego en Faros y el pueblo obtuvo su autonomía bajo el imperio romano.